# کاپیتان پامفیل
کاپیتان پامفیل یا ماجراهای کاپیتان پامفیل (انگلیسی: Captain Pamphile) رمان ماجراجویی فرانسوی است که در سال ۱۸۳۹ منتشر شد. نویسنده این کتاب، الکساندر دوما است. این رمان برای کودکان نوشته شده بود و داستان آن پیام قوی ضد برده داری داشت. این رمان در سال ۱۸۵۰ به زبان انگلیسی ترجمه شد.